# Mark Harmon

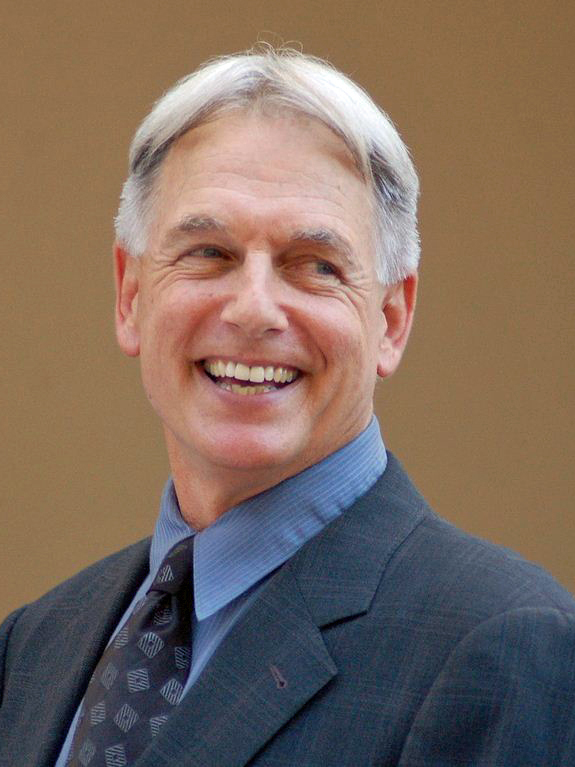
Mark Harmon bei der Verleihung seines Sterns auf dem Hollywood Walk of Fame (2012)

Thomas Mark Harmon (* 2. September 1951 in Burbank bei Los Angeles) ist ein US-amerikanischer Schauspieler, Fernsehregisseur und Fernsehproduzent. Einem breiten Publikum wurde er als Special Agent Leroy Jethro Gibbs in der Fernsehserie Navy CIS bekannt, den er von 2003 bis 2021 darstellte.

## Leben und Karriere
Harmons Mutter war Elyse Knox (1917–2012), die ebenfalls als Schauspielerin tätig war. Sein Vater war der American-Football-Spieler und Gewinner der Heisman Trophy 1940 Tom Harmon (1919–1990). Dieser spielte College Football für die University of Michigan und später für die Los Angeles Rams in der National Football League (NFL). Harmon wuchs gemeinsam mit zwei Schwestern auf. Seine Nichte ist die Schauspielerin Tracy Nelson. Seine Großmutter mütterlicherseits stammt aus der österreichischen Bundeshauptstadt Wien. Harmon studierte an der University of California, Los Angeles, wo er in den Jahren 1972 und 1973 zum Football-Team der Universität gehörte und in der Mannschaft als Quarterback spielte. Im Jahr 1973 wurde er mit dem Preis National Football Foundation Award ausgezeichnet. 1974 graduierte er.
Ab 1983 spielte Harmon in der Fernsehserie Chefarzt Dr. Westphall die Rolle Dr. Robert Caldwell. Nach zwei Staffeln bat er die Autoren der Serie, seiner Figur mehr Tiefe zu geben. Auf diesen Wunsch hin schrieben die Autoren die Figur aus der Serie, indem sie HIV bekam. 1986 wurde ihm von der Zeitschrift People die Auszeichnung des Sexiest Man Alive verliehen. Im selben Jahr spielte Harmon für das Fernsehen den Serienmörder Ted Bundy in Marvin J. Chomskys Film Alptraum des Grauens und erhielt dafür eine Golden-Globe-Nominierung.
1988 spielte Harmon in den Filmen Presidio neben Sean Connery und Meg Ryan sowie in Katies Sehnsucht neben Jodie Foster. Er ist ebenfalls aus den Fernsehserien Flamingo Road und Chicago Hope – Endstation Hoffnung bekannt. Für die Rolle des Polizisten Dicky Cobb in der Fernsehserie Die Staatsanwältin und der Cop wurde er in den Jahren 1992 und 1993 erneut für den Golden Globe Award nominiert.
Neben seinen Auftritten in verschiedenen Filmen und Fernsehserien hat sich Mark Harmon auch am Theater einen Namen machen können. Neben der Rolle als Bobby in Wrestlers wirkte er bei The Wager und der kanadischen Uraufführung von Key Exchange mit. In verschiedenen Aufführungen von Love Letters spielte er an der Seite seiner Ehefrau Pam Dawber. Als Regisseur inszenierte er bisher je zwei Episoden der Serien Chicago Hope – Endstation Hoffnung und Boston Public.
Von 2003 bis 2021 spielte Harmon in der Fernsehserie Navy CIS, in der er seit der sechsten Staffel auch als Produzent mitwirkt, die Rolle des Special Agent Leroy Jethro Gibbs. In der 4. Folge der 19. Staffel verließ er die Serie. In dieser Folge teilte er McGee mit, dass er in Alaska seinen Frieden gefunden hat und nicht mit ihm zurückgehen wird.

## Privates
Harmon ist seit 1987 mit der Schauspielerin Pam Dawber verheiratet, die in der Fernsehserie Mork vom Ork (Mork and Mindy) an der Seite von Robin Williams (Mork) die weibliche Hauptrolle der Mindy spielte. Harmon hat zusammen mit ihr zwei Söhne, Sean Thomas Harmon (* 1988) und Ty Christian Harmon (* 1992). Seine Ehefrau trat in einigen Episoden von Navy CIS auf, sein Sohn Sean spielte in mehreren Folgen den jungen Gibbs.

## Synchronstimme
In der Serie Flamingo Road und im Spielfilm Presidio wurde er von Mathias Einert synchronisiert. Sprecher in Die Traumfabrik war Norbert Langer. Seine Figur in der Serie Chicago Hope – Endstation Hoffnung sprach Andreas Thieck. Die deutsche Stimme von Leroy Jethro Gibbs in der Serie Navy CIS wurde ihm von 2003 bis 2021 von Wolfgang Condrus gegeben.

## Filmografie (Auswahl)

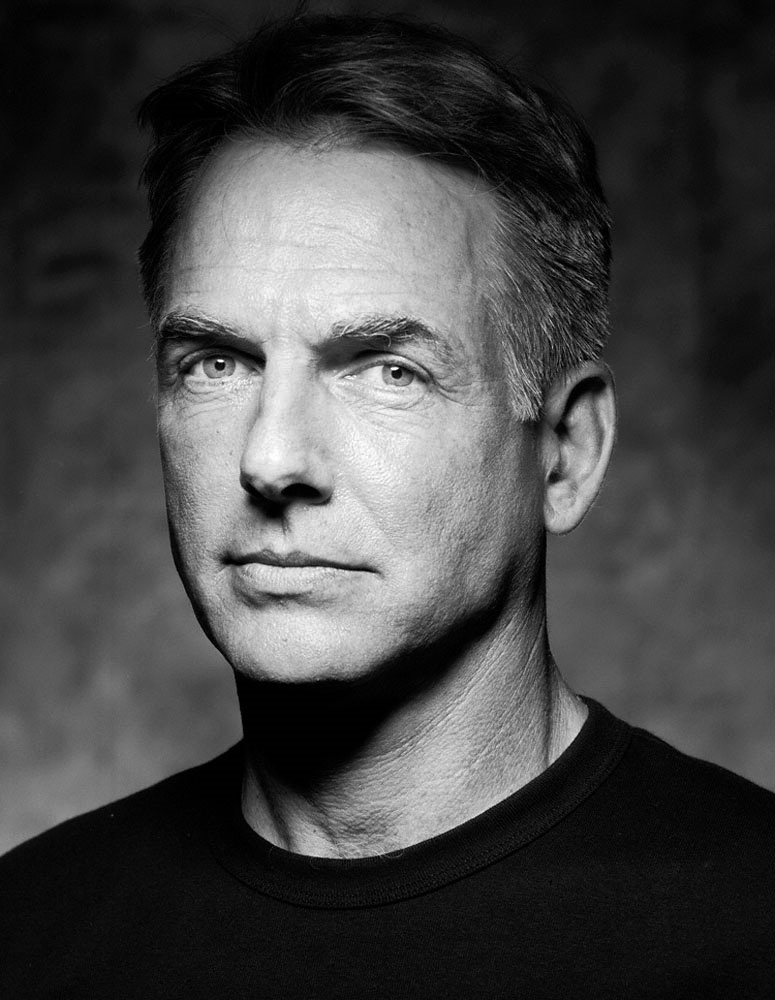
Mark Harmon (2005)

### Filme
- 1978: Eine Farm in Montana (Comes a Horseman)
- 1978: Colorado Saga (Centennial)
- 1979: Jagd auf die Poseidon (Beyond the Poseidon Adventure)
- 1980: Die Traumfabrik (The Dream Merchants)
- 1981: Goliath – Sensation nach 40 Jahren (Goliath Awaits, Fernsehfilm)
- 1984: Tuareg – Die tödliche Spur (Tuareg – Il Guerriero del Deserto)
- 1986: Hotel California (Prince of Bel Air)
- 1986: Alptraum des Grauens (The Deliberate Stranger)
- 1986: Holt Harry raus (Let’s Get Harry)
- 1987: Summer School
- 1987: Das Versprechen des Elmer Jackson (After The Promise)
- 1988: Presidio (The Presidio)
- 1988: Katies Sehnsucht (Stealing Home)
- 1989: Drei Betten für einen Junggesellen (Worth Winning)
- 1991: Doch dann kam sie (Till There Was You)
- 1991: Dillinger – Staatsfeind Nr. 1 (Dillinger)
- 1991: Twilight Mystery (Fourth Story)
- 1991: Sehnsucht ohne Grenzen (Long Road Home, Fernsehfilm)
- 1991: Im Schatten des Zweifels (Shadow of a Doubt)
- 1991: Kalter Himmel (Cold Heaven)
- 1994: Natural Born Killers
- 1994: Wyatt Earp – Das Leben einer Legende (Wyatt Earp)
- 1995: Last Supper – Die Henkersmahlzeit (The Last Supper)
- 1995: Charlie Grace – Der Schnüffler (Charlie Grace)
- 1995: Geliebtes Monster (Magic in the Water)
- 1997: Vom Retter missbraucht (Casualties)
- 1998: Fear and Loathing in Las Vegas
- 2000: For All Time (Fernsehfilm)
- 2001: Der Ritt nach Hause (Crossfire Trail)
- 2003: Freaky Friday – Ein voll verrückter Freitag (Freaky Friday)
- 2004: American Princess (Chasing Liberty)
- 2009: Weather Girl
- 2010: Justice League: Crisis On Two Earths (Stimme von Superman)
- 2011: John Sandford’s Certain Prey
- 2025: Freakier Friday

### Serien
- 1975: Notruf California (Emergency!, Fernsehserie, Folge: Tierische Zeit)
- 1977–1978: Sam (Fernsehserie, 7 Folgen)
- 1979: 240-Robert (Fernsehserie, 13 Folgen)
- 1979: Love Boat (The Love Boat, Fernsehserie, 2 Folgen)
- 1981: Flamingo Road (Fernsehserie, 38 Folgen)
- 1983–1986: Chefarzt Dr. Westphall (St. Elsewhere, Fernsehserie, 58 Folgen)
- 1987: Das Model und der Schnüffler (Moonlighting, Fernsehserie, 4 Folgen)
- 1991–1993: Die Staatsanwältin und der Cop (Reasonable Doubts, Fernsehserie, 44 Folgen)
- 1996–2000: Chicago Hope – Endstation Hoffnung (Fernsehserie, 95 Folgen)
- 1998: From the Earth to the Moon (Fernsehserie, Folge 1x03)
- 2002: The West Wing – Im Zentrum der Macht (The West Wing, Fernsehserie, 4 Folgen)
- 2003: JAG – Im Auftrag der Ehre (JAG, Fernsehserie, Folgen 8x20–8x21)
- 2003–2021: Navy CIS (NCIS, Fernsehserie, 418 Folgen)
- 2014–2018: Navy CIS: New Orleans (NCIS: New Orleans, Fernsehserie, 4 Folgen)
- seit 2024: Navy CIS: Origins (Fernsehserie, Stimme des Erzählers)

## Auszeichnungen und Nominierungen
- 1986: Sexiest Man Alive der Zeitschrift People[9][10][11]

Primetime Emmy Award
- 1977: nominiert, Outstanding Supporting Actor in a Miniseries or Movie – Eleanor and Franklin: The White House Years
- 2002: nominiert, Outstanding Guest Actor in a Drama Series – The West Wing

Golden Globe Award
- 1986: nominiert, Best Actor in a Miniseries or Television Film – The Deliberate Stranger
- 1987: nominiert, Best Actor in a Miniseries or Television Film – After The Promise
- 1991: nominiert, Best Actor in a Television Series Drama – Reasonable Doubts
- 1992: nominiert, Best Actor in a Television Series Drama – Reasonable Doubts

Screen Actors Guild Award
- 1996: nominiert, Outstanding Performance by an Ensemble in a Drama Series – Chicago Hope
- 1997: nominiert, Outstanding Performance by an Ensemble in a Drama Series – Chicago Hope

People’s Choice Award
- 2010: nominiert, Favorite TV Drama Actor – NCIS
- 2011: nominiert, Favorite TV Crime Fighter – NCIS

Hollywood Walk of Fame
- 2012: Stern auf dem Hollywood Walk of Fame